# زينهم (مسلسل)
زينهم هو مسلسل مصري عرض في عام 2023 على منصة شاهد، المسلسل مبني على رواية الدكتور "محمد جاب الله" "أصدقائي الموتى شكرا". تدور الأحداث في إطار من التشويق والإثارة حول الدكتور "زينهم" الطبيب الشرعي، والذي يواجه العديد من الأحداث الغريبة في المشرحة، ويحل القضايا بمعاونه فريقه.

## قصة المسلسل
تدور أحداث مسلسل "زينهم" تدور أحداث المسلسل في إطار تشويقي عن زينهم، وهو طبيب شرعي لا يكتفي بتشريح الجثث، وإنما يسعى لبلوغ الحقائق وراء الحوادث التي أدت إلى موت أصحابها، اعتمادا على قواعد الطب الشرعي وعلم التشريح أحيانا، وفي أحيان أخرى يتبع فضوله حد توريط نفسه بالمشكلات.

## طاقم التمثيل
- أحمد داود: الدكتور "زينهم"
- كريم قاسم: الدكتور "جيمي"
- سلمى أبو ضيف: الصيدلانية "جميلة"
- محمد أبو داوود: "زكريا" والد "زينهم"
- أحمد الرافعي: "ناجي"
- عماد رشاد" "كمال" والد "جيمي"
- سلوى محمد علي: "سلوى" والدة "جيمي"
- هناء الشوربجي: "نادية" والدة "زينهم"
- أسامة أبو العطا: "حسني" خال "زينهم"
- نسمة بهي
- يارا جبران: "توفيقة"
- حمدي هيكل: "الويشي"
- نورا مهدي: "رنا"
- إنجي أبو السعود: "يمني"
- ياسر عزت: "حفني"
- بسمة نبيل: "سارة"
- محمد الصاوي: "نبيل"
- رحاب عرفة
- علاء عرفة: "منتصر" (مونتي)

## فريق العمل
- إخراج: يحيى إسماعيل
- تأليف: محمد سليمان عبد المالك
- موسيقى تصويرية: أمير هداية
- مونتاج: مي نبيل
- إنتاج: أروما، تامر مرتضي، مصطفي العوضي

## روابط خارجية
- زينهم (مسلسل) على موقع قاعدة بيانات الأفلام العربية